# Gabriela Hardt
Gabriela Hardt (Curitiba, 14 de setembro de 1975) é uma juíza federal brasileira. Ocupou de 2014 até novembro de 2018 o cargo de juíza substituta da 13.ª Vara da Justiça Federal em Curitiba, assumindo o comando da Vara até março de 2019. 
A 13ª Vara Federal de Curitiba é conhecida por ser onde tramita, em primeira instância, parte dos processos da Operação Lava Jato. 
É também nadadora de maratona do Círculo Militar do Paraná.

## Biografia
Gabriela Hardt é a segunda de três filhos do engenheiro químico Jorge Hardt e de Marilza Ferreira Hardt. Foi criada em São Mateus do Sul e passava as férias na infância na casa da avó Jurema Mesquita Ferreira, em Nova Friburgo. Aprendeu a nadar e começou a competir na piscina do clube dos funcionários duma usina processadora de xisto da Petrobrás em que o seu pai trabalhava.
É formada em direito pela Universidade Federal do Paraná (UFPR), mesmo local em que Sergio Moro lecionava.
Em 2009, tornou-se juíza federal do Tribunal Regional Federal da 4ª Região (TRF-4) e então foi nomeada para uma vaga em Paranaguá, no litoral do Paraná.  Foi nomeada em 2014 como juíza substituta na 13.ª Vara Federal de Curitiba. Em 2018, assumiu temporariamente a 13.ª Vara Federal após a exoneração do juiz titular Sergio Moro. A magistrada informou ter sido designada pelo TRF-4 para a titularidade pelo período de 19 de novembro de 2018 a 30 de abril de 2019

## Atuação como juíza
- Prisão de José Dirceu — Em maio de 2018, foi responsável por expedir uma ordem de prisão contra o ex-ministro José Dirceu, que em seguida obteve um habeas corpus no Supremo Tribunal Federal.[2][14][15]
- Audiência de interrogatório de Lula no processo de Atibaia — Em 14 de novembro de 2018, durante férias de Moro, a juíza conduziu a audiência de interrogatório do ex-presidente Luiz Inácio Lula da Silva, em ação relativa a um sítio em Atibaia, na qual ele é réu por corrupção passiva e lavagem de dinheiro.[16]

- Embates — Na abertura do depoimento, o ex-presidente questionou a juíza sobre a propriedade do sítio e ela disse: "Isso o senhor que tem que responder e eu não estou sendo interrogada nesse momento". Com o passar do depoimento, Lula fez referências à apresentação de Power Point, feita em 2016 pelo procurador Deltan Dallagnol, com as acusações contra ele no processo do triplex do Guarujá, em que foi condenado em duas instâncias, e em determinado momento disse: "Eu, quando vi o Power Point, eu falei pro PT, se fosse presidente do PT, pediria pra que todos os filiados no PT no Brasil inteiro, prefeito, deputado, abrisse processo (sic) contra o Ministério Publico pra ele provar o Power Point". Isso acarretou uma nova reação da juíza, que o acusou de estar instigando que partidários causassem tumulto no processo.[17]
- Condenação de Renato Duque — Em 19 de novembro de 2018, proferiu sua primeira sentença no âmbito da Operação, condenando Renato Duque, ex-diretor de serviços da Petrobras a 3 anos e 4 meses de reclusão pelos crimes de corrupção e lavagem de dinheiro.[18]
- Bloqueio de dinheiro de investigados — Em 24 de novembro de 2018, decretou o bloqueio de vinte milhões de reais de treze investigados no âmbito da 56.ª fase da Operação Lava-Jato.[19][20]
- Condenação de investigados da 46ª fase da Lava Jato — Em 30 de novembro do mesmo ano, condenou nove réus no processo derivado da 46.ª Operação da Lava Jato a penas variando de três a doze anos por terem recebido propinas em torno de 32 milhões de reais.[21]
- Não devolução de bens a Aldemir Bendine — Em decisão de 10 de dezembro de 2018, Gabriela negou a devolução de bens ao ex-presidente da Petrobrás Aldemir Bendine. Conforme ela "não há como promover a devolução de bens de vultosos valores quando o requerente foi condenado por crimes de corrupção e lavagem de dinheiro em ação penal correlata, e está sujeito à reparação do dano, pagamento de multa e custas processuais’. A juíza ainda deixou claro que não houve ‘comprovação da origem lícita dos bens apreendidos’. Bendine foi condenado por Moro, em março de 2018, a 11 anos de prisão por crimes de corrupção passiva e lavagem de dinheiro.[22]
- Repatriação de dinheiro de saldos de propinas da Odebrecht — Em dezembro de 2018, um pedido do Ministério Público Federal foi acolhido e a juíza autorizou que 46.405.971,07 reais bloqueados de contas de cinco delatores da Odebrecht (atual Novonor), no Meinl Bank, em Antígua, fossem repatriados. A juíza mencionou na decisão que nove contas ligadas a eles movimentaram saldos de propinas.[23]
- Inquérito-mãe da Lava Jato liberado para Dilma Rousseff — No fim de dezembro de 2018, autorizou o acesso ao inquérito-mãe da Operação Lava Jato para a ex-presidente Dilma Rousseff, pois não via "com facilidade de que maneira o acesso aos autos pela Defesa de Dilma Vana Rousseff poderia prejudicar investigações sigilosas em curso". Ainda disse que o acesso da defesa não permitiria "acesso a investigações sigilosas, a processos nos quais tramitam acordos de colaboração ou leniência e nem a processos nos quais há medidas cautelares e coercitivas pendentes". Dilma seria alvo da delação premiada do seu ex-ministro da Casa Civil Antonio Palocci.[24]
- Condenação do ex-presidente Lula — Em 6 de fevereiro de 2019, Gabriela Hardt condenou o ex-presidente Lula a 12 anos e 11 meses de reclusão pelos crimes de corrupção passiva e lavagem de dinheiro no processo que trata sobre o recebimento de vantagens indevidas através de reformas feitas em um sítio em Atibaia e pagas pelas empreiteiras Odebrecht, OAS e Schahin como contrapartida por celebrarem contratos superfaturados com a Petrobras.[25]

## Controvérsias

### Conduta da magistrada

#### Condenação de Lula em ação sobre sítio de Atibaia
Após a condenação de Lula no caso do sítio de Atibaia, que ocorreu em 6 de fevereiro de 2019, a defesa do ex-presidente acusou a juíza de parcialidade, alegando que "não obstante a troca do órgão julgador", Lula permaneceria "sendo processado de forma parcial e afrontosa a seus direitos e garantias individuais". Advogados do Partido dos Trabalhadores (PT) apontaram erros na sentença feita pela juíza: na página 114 da sentença, Gabriela elencou os nomes de Léo Pinheiro e José Adelmário como se fossem os principais delatores, mas ambos são a mesma pessoa (Léo Pinheiro é o apelido do empreiteiro José Adelmário). A defesa de Lula também considerou "absurdo" o fato da juíza ter descartado uma prova pericial, supostamente extraída do sistema da Odebrecht, que comprovaria que os beneficiários das supostas vantagens indevidas seriam executivos da própria Odebrecht, sob alegação de havia sido contratada pelos advogados do ex-presidente. A juíza foi também acusada de copiar trechos inteiros da sentença escrita pelo juiz Sérgio Moro em 2017 na parte da dosimetria da pena. A sentença apresenta ainda trechos repetidos e erros, como a citação de um "apartamento" quando estava julgando o caso do sítio, aludindo à sentença de Moro no caso do triplex do Guarujá.
Gabriela alega que utilizou a sentença dada pelo ex-juiz Sérgio Moro no caso do triplex como base para condenar Lula no processo e que os erros apontados são apenas de cunho material, o que não interfere na decisão. No dia 28 de fevereiro de 2019, ela divulgou nova versão da sentença com correção dos erros, mas no mesmo dia a defesa solicitou ao STF o acolhimento de uma perícia que sustenta que a mesma copiou de maneira indiscriminada a sentença de Moro, impedindo o direito do ex-presidente ter um justo julgamento.

#### Reclamação Disciplinar no CNJ
No dia 15 de março de 2019, a juíza foi alvo de Reclamação Disciplinar apresentada por Gleisi Hoffmann e outros parlamentares do PT pedindo ao Conselho Nacional de Justiça (CNJ) a "declaração de ilegalidade da conduta da magistrada" e cobrando a aplicação de sanções a exemplo de advertência, censura e remoção compulsória (aposentadoria compulsória). A reclamação do partido é focada na homologação realizada por Gabriela em janeiro do acordo firmado pelo Ministério Público Federal, Petrobrás e o Departamento de Justiça dos Estados Unidos, cuja proposta estabelecia a criação de uma fundação para gerir 2,5 bilhões de reais originários de multas pagas pela empresa em processos nos Estados Unidos.
No dia 22 de março de 2019, o ministro corregedor Humberto Martins proferiu despacho encaminhando a representação para o Tribunal Regional Federal da 4ª Região (TRF-4), chegando ao tribunal no dia 25. Coube ao corregedor-regional Ricardo Teixeira do Valle Pereira a análise do processo a partir dos documentos e informações fornecidos pelo PT, porém, em 30 de abril, Ricardo arquivou por não encontrar algo que afetasse a conduta da magistrada.

#### Sentença anulada
Em novembro de 2019, o Tribunal Regional Federal da 4ª Região anulou a sentença da juíza Gabriela Hardt que havia condenado integrantes de organizações sociais civis de interesse público (Oscips) por desvios de verbas e lavagem de dinheiro. O tribunal acatou por unanimidade o argumento da defesa dos réus de que a sentença era nula, uma vez que possuía trechos copiados de outra peça processual, sem indicação de fonte, afrontando dessa forma o artigo 93, inciso IX, da Constituição Federal, que determina que todos os julgamentos do Poder Judiciário devem ser públicos e as decisões fundamentadas. Conforme a manifestação do desembargador Leandro Paulsen, a magistrada "propriou-se ipsis litteris dos fundamentos das alegações finais do Ministério Público Federal, sem fazer qualquer referência de que os estava adotando como razões de decidir, trazendo como se fossem seus os argumentos, o que não se pode admitir".

### Perfil no Twitter
Em 15 de março de 2019, o corregedor nacional de Justiça, ministro Humberto Martins, instaurou investigação e solicitou que Hardt informasse em quinze dias se conhecia a existência de um perfil no Twitter denominado juíza Gabriela Hardt sincera. A Associação dos Juízes Federais (Ajufe) e sua seccional no Paraná, a Apajufe, reagiram ao ocorrido, pois de acordo com as associações, "a magistrada e a Justiça Federal do Paraná já informaram que referida conta não pertence" a ela. O ministro informou que a finalidade foi tornar compreensível a situação e tutelar a boa-fé dos cidadãos, que poderiam ser induzidos a crer que as postagens refletiriam posicionamento da própria magistrada.

### Afastamento temporário do Judiciário
Em 15 de abril de 2024, o Corregedor-Geral de Justiça do Conselho Nacional de Justiça, Luis Felipe Salomão, decidiu afastar liminarmente do Judiciário a ex-titular da 13ª Vara de Curitiba Gabriela Hardt e três magistrados que atuam no Tribunal Regional Federal da quarta região, o TRF-4, por supostamente burlar a ordem processual, violar o código da magistratura, prevaricar e burlar decisões do Supremo Tribunal Federal.
Porém, no dia seguinte, 16 de abril de 2024, o plenário do CNJ decidiu pela suspensão da liminar, tendo a juíza retornado a seu cargo. 
Ao julgar a decisão que suspendeu a magistrada de suas atribuições, o presidente do CNJ, Luís Roberto Barroso, afirmou que "o afastamento dos juízes foi uma decisão ilegítima, arbitrária e desnecessária". 
No final, o próprio CNJ arquivou o processo contra a magistrada. 

## Ataque hacker
Em 12 de junho de 2019, a magistrada disse que teve seu o celular invadido. A Justiça Federal comunicou que ela teve o Telegram acessado e que o fato ocorreu no mesmo período, e aparentemente pelo mesmo indivíduo ou grupo que acessaram os aparelhos da força-tarefa da Operação Lava Jato.
Na nota divulgada pela Justiça, ela disse que "não verificou informações pessoais sensíveis que tenham sido expostas" e que o ataque de celulares de autoridades "é um fato grave que atenta contra a segurança do Estado e merece das autoridades brasileiras uma resposta firme". Gabriela também disse que aguarda o Judiciário veja a "gravidade e adote medidas firmes" que possam "repelir tais condutas".
Ela afirmou que, caso tenha suas conversas vazadas, vai processar criminalmente o responsável com base na lei 9.296/96 que trata das interceptações. A Polícia Federal realizou perícia no aparelho, mas não chegou a conclusão do que foi extraído.

## Prêmios
- Medalha Amigo da Marinha[41]